# Dwerggordeldier
Het dwerggordeldier of pichi (Zaedyus pichiy) is een zoogdier uit de familie Chlamyphoridae. De wetenschappelijke naam van de soort werd voor het eerst geldig gepubliceerd door Anselme Gaëtan Desmarest in 1804.

## Kenmerken
Het dwerggordeldier wordt 260 tot 335 mm lang en heeft een staart van 100 tot 140 mm. Het schild is donkerbruin met witte hoeken. De staart is geelachtig. Het dwerggordeldier heeft goed ontwikkelde klauwen en kleine oren.

## Leefwijze
De pichi graaft holen in open gebieden. Om zich te verdedigen trekt dit gordeldier, net als Chaetophractus, zijn voeten in het schild. Hij eet insecten, wormen, planten, en allerlei andere kleine dieren. Het is een solitaire soort.
Het dwerggordeldier wordt soms gegeten of als huisdier gehouden.

## Voortplanting
Er worden het hele jaar door kinderen geboren. Na een zwangerschap van 60 dagen worden er een tot drie jongen geboren (meestal twee). De jongen worden na 6 maanden gespeend en zijn geslachtsrijp na 9 maanden tot 1 jaar. Een exemplaar leefde 9 jaar in gevangenschap.

## Verspreiding
Het dwerggordeldier komt voor van de provincies Mendoza, San Luis en Buenos Aires tot Río Santa Cruz, van de Atlantische kust tot de Andes in Argentinië en Chili. In Chili komt hij voor van de provincie Aconcagua tot Straat van Magalhães.